# Vilseck
Vilseck è una città tedesca situata nel circondario di Amberg-Sulzbach, nel land della Baviera.